# Karl Isakson
Karl Isakson (Stoccolma, 16 gennaio 1878 – Copenaghen, 29 febbraio 1922) è stato un pittore svedese.
Studiò presso la Reale Accademia delle Belle Arti a Stoccolma dal 1897 al 1902, anno in cui si trasferì in Danimarca dove fu allievo di Kristian Zahrtmann.
Considerato uno dei fondatori del modernismo danese, le principali collezioni delle sue opere si trovano presso lo Statens Museum for Kunst a Copenaghen e al Bornholms Kunstmuseum.